# Maria L. de Hernández
María Rebecca Latigo de Hernández (San Pedro Garza García, Nuevo León; 29 de julio de 1896 – Austin, Texas; 8 de enero de 1986) fue una activista mexicana radicada en Estados Unidos que luchaba en favor de los derechos humanos de los inmigrantes mexicanos.
Durante la década de 1930, participó en manifestaciones y se pronunció públicamente en nombre de los hijos de inmigrantes mexicanos sobre su educación de sus derechos en los Estados Unidos. Ella y su esposo, Pedro Hernández de Barrera, fundaron la Orden Caballeros de América el 10 de enero de 1929. Latigo de Hernández además organizó la Asociación Protectora de Madres en 1933. En 1970 era miembro activa del Partido Raza Unida.

## Biografía

### Primeros años
Nació en 1896 en Garza García cerca de Monterrey, Nuevo León, México. Ahí trabajó como maestra de primaria. En 1915,  posteriormente cruzó la frontera de los Estados Unidos como una inmigrante por la Revolución Mexicana. Cuando contaba con 19 años de edad, se casó con Pedro Hernández Barrera en Hebbronville, Texas. La pareja se mudó a San Antonio en 1918 en donde se establecieron, eventualmente, tuvieron diez hijos, lamentablemente varios murieron en su infancia. Fueron dueños de una tienda de abarrotes y una panadería. María Rebecca escribió y luchó en contra de la segregación, la opresión racial y la pobre educación que recibían los niños mexicanos en Estados Unidos.

### Activismo
En 1929 la familia ayudó a la organización y fundación de la Order of the Knights of America (Orden de los Caballeros de América). Esta organización reunía activistas y políticos y en favor de los derechos civiles para ayudar tanto a chicanos como a inmigrantes mexicanos. Aunque sus intereses incluían asuntos sociales y educativos, se concentraron más en la educación. Sus esfuerzos estaban dirigidos hacia los dueños de negocios chicanos, pero también buscaron ayudar niños y niñas que asistían a la escuela.
En 1932, María Rebecca Latigo de Hernández se convirtió en la primera locutora de radio mexicana en Estados Unidos y en Austin, Texas. En 1933, ayudó a organizar una asociación para mujeres embarazadas que se conoció como la Asociación Protectora de Madres.
En 1934 María Rebecca junto con su esposo e hijos coadyuvaron para organizar la Liga de la Defensa Pro-Escolar, una organización que ayudó a crear espacios seguros y mejorar educación para las comunidades mexicanas. Haciendo uso de su carrera en la radio, promovió el Consejo 16 de la Liga de los Ciudadanos Latinoamericanos Unidos en un programa llamado “Voz de las Américas”, la liga se regularizó en diciembre de 1934 y estos esfuerzos se repitieron en 1940 y 1947. Durante sus años en la Liga, se esforzó por buscar la equidad para todos los chicanos sin importar de dónde venían o en dónde vivían.
En 1938, comenzó a trabajar en la huelga de la Pecan-Shellers buscan derechos para las mujeres trabajadoras. La huelga comenzó como un esfuerzo de las mujeres para obtener mejores salarios y condiciones de trabajo. En 1939, formó parte de un grupo de mujeres que visitaron al entonces presidente de México Lázaro Cárdenas. En la reunión con el mandatario llevaron un mensaje de buena voluntad entre los Mexicanos residentes en México, los chicanos y los inmigrantes que vivían en los Estados Unidos de América.

Los estudiantes no tienen la culpa de nacer con ojos negros y cabello castaño y no con ojos azules. Todos estamos respaldados por las rayas y las estrellas de la bandera ... Quiero que tomes este gesto de esta comunidad como una protesta y disgusto por las terribles condiciones.
María Rebecca Latigo de Hernández

En 1945 se publicó “México y los Cuatro Poderes que Dirigen al Pueblo”. Este ensayo sostiene que: "la esfera doméstica era una de las bases de la sociedad y que las madres eran creadoras de naciones", según la Asociación Histórica del Estado de Texas, destacó la importancia de las madres y la esfera doméstica. Ella insistió en usar el idioma español en sus ensayos, resistiendo la tendencia de la asimilación. Muy cercano al tiempo en el que este ensayo vio la luz pública, María Rebecca se involucró en la organización del Club Liberal Pro-Cultura de la Mujer e igualmente ella también sirvió como partera para aquellos que no podían pagar la atención médica.
Hacia 1968 ya era una invitada habitual en la televisión de San Antonio, en donde informaba acerca de logros en los campos educativos y de progreso social. En 1969, fue nombrada tesorera de la junta directiva de la orden, así como presidenta del Círculo Social. En 1970 amplió sus actividades políticas al unirse al Partido Raza Unida. Fue también ponente magistral en la conferencia regional que se llevó a cabo en Austin, Texas.

### Últimos años
El 8 de enero de 1986, murió víctima de neumonía. A petición de ella misma, sus restos descansan en los terrenos de la Orden Caballeros de América en las afueras de Elmendorf, Texas.